# EC Primavera
EC Primavera is een Braziliaanse voetbalclub uit Indaiatuba, in de deelstaat São Paulo. 

## Geschiedenis
De club ontstond op 27 januari 1927 toen Idaiatubano FC, opgericht in 1916, en Corinthians FC, opgericht in 1918, fuseerden. De clubkleuren rood, zwart en wit kwamen van de voorgangers. In 1944 werd de club amateurkampioen. In 1952 sloot de club zich aan bij de FPF en ging daar in de profcompetitie spelen. Na één seizoen trok de club zich terug en speelde vervolgens nog in 1954 en 1958 een seizoen in de derde klasse en werd hierna opnieuw een amateurclub. In 1961 werd het huidige stadion in gebruik genomen. 
Het duurde tot 1976 vooraleer de club terugkeerde naar het competitievoetbal. Na de herinvoering van de vierde klasse in 1977 verzeilde de club in die reeks al speelden ze daar wel meteen kampioen. In 1981 promoveerde de club verder naar de tweede klasse, waar ze tot 1987 speelden. Na nog een seizoen in de derde divisie trokken ze zich twee jaar terug uit het profvoetbal om in 1991 terug te keren. In 1993 degradeerde de club naar de heringevoerde vierde klasse en hoewel de club in 1995 kampioen werd moesten ze zich om financiële redenen terugtrekken uit de competitie voor het seizoen 1996 en bij de terugkeer in 1997 moesten ze zelfs in de vijfde klasse starten.
In 1998 trok de club zich een laatste keer terug uit het profvoetbal. Na drie seizoenen promoveerde de club naar de vierde klasse en twee jaar later naar de derde klasse. De club ging de volgende tijd telkens na enkele seizoenen terug omlaag of omhoog maar slaagde er in 2021 nog eens in om naar de tweede klasse te promoveren na 35 jaar afwezigheid.  
Na drie plaatsen in de middenmoot sloot de club de reguliere competitie in 2025 af als leider. Na nog twee rondes te overleven sneuvelde de club in de finale om te titel tegen Capivariano, maar desalniettemin leverde dit een promotieticket voor de hoogste klasse van de staatscompetitie op en dat voor de eerste keer in de clubgeschiedenis. 

## Overzicht seizoenen Campeonato Paulista
| Competitie      | Aantal | Periode                                                                       |
| --------------- | ------ | ----------------------------------------------------------------------------- |
| Série A1        | 1      | 2026-                                                                         |
| Série A2        | 11     | 1952, 1982-1987, 2022-2025                                                    |
| Série A3        | 20     | 1954, 1958, 1976, 1978-1981, 1988, 1991-1993, 2004-2007, 2015-2016, 2019-2021 |
| Série A4        | 14     | 1977, 1994-1995, 2002-2003, 2008-2014, 2017-2018                              |
| Segunda Divisão | 4      | 1997, 1999-2001                                                               |